# Les Lundis de l'Histoire
Les Lundis de l’Histoire est une émission diffusée sur France Culture de l'automne 1966 au 30 juin 2014. Elle a été créée par le producteur de radio Pierre Sipriot.
Le plus souvent elle réunit un animateur et des invités autour d’un thème commun qui se rapporte à l’histoire générale. Toutes les périodes historiques sont représentées. Le choix du thème dépend de l’animateur ; il s’agit souvent d’une discussion entre l'auteur d’un ouvrage historique et des invités qui sont eux-mêmes compétents dans le domaine étudié par l’auteur. Cette émission se singularise par la qualité de ses invités qui sont très souvent les meilleurs historiens français et étrangers sur les thèmes abordés. Elle est par ailleurs animée par une équipe d’historiens universitaires qui essaient de diffuser la recherche historique spécialisée auprès d’un plus large public ; c’est une émission qui s’adresse ainsi aux historiens professionnels mais aussi aux profanes.
Les Lundis de l’Histoire a reçu le prix Diderot-Universalis en 1985 pour sa première attribution.
Les Lundis de l’Histoire n'a pas été renouvelée pour la saison 2014-2015, et n'aura ainsi pas survécu à la mort de Jacques Le Goff.

## Liste des producteurs
- Roger Chartier
- Michelle Perrot
- Philippe Levillain
- Jacques Le Goff
- Pierre Sipriot
- Denis Richet
- Arlette Farge
- Laure Adler